# 常磐町 (水戸市)
常磐町（ときわちょう）は、茨城県水戸市の地名である。郵便番号 310-0033。

## 地理
水戸市中央部に位置する。市内の中心地のひとつであり、水戸徳川家ゆかりの地のひとつであり、偕楽園をはじめとして観光地が多く存在する。

### 河川・橋梁
- 桜川
  - 芳流橋
  - 偕楽橋
  - 田鶴楽橋

- 旧桜川
  - 丸山橋

## 人口
2017年（平成29年）4月1日現在の世帯数と人口は以下の通りである。
| 丁目        | 男    | 女    | 合計  |
| ----------- | ----- | ----- | ----- |
| 常磐町1丁目 | 61人  | 78人  | 139人 |
| 常磐町2丁目 | 355人 | 403人 | 758人 |
| 計          | 416人 | 481人 | 897人 |

## 施設
公園
- 偕楽園公園
- こぶし公園

観光
- 偕楽園 本園
- 常磐神社
- 義烈館

## 交通

### 鉄道
- JR常磐線 偕楽園駅（臨時駅）

### 道路
- 茨城県道50号水戸神栖線
- 茨城県道178号常磐公園線
- 茨城県道342号上水戸停車場千波公園線